# Genengharjo
Genengharjo is een bestuurslaag in het regentschap Wonogiri van de provincie Midden-Java, Indonesië. Genengharjo telt 2020 inwoners (volkstelling 2010).